# Sam Register
Sam Register (New York, 16 giugno 1969) è un produttore televisivo statunitense, attualmente presidente della Warner Bros. Animation.
Nel 2000, dopo essere stato vice presidente esecutivo di Cartoon Network ed aver creato il sito omonimo, decise di creare il sito Cartoon Orbita, di cui fino al 2001 è stato anche il direttore creativo.
Ha creato Hi Hi Puffy AmiYumi per Cartoon Network e ha anche co creato, insieme a Glen Murakami, Teen Titans. 
È uno dei produttori di Ben 10, ed è stato anche co produttore della versione inglese di PPG Z - Superchicche alla riscossa.  
Lavora come produttore esecutivo per le serie della Warner Bros. Animation.
Attualmente vive a Los Angeles.